# Početak (film)
Početak (engl. Inception) američki je akcioni film iz 2010. godine. Scenarista, producent i režiser filma je Kristofer Nolan, a glavne uloge tumače Leonardo Dikaprio, Ken Vatanabe, Džozef Gordon-Levit, Tom Hardi, Marion Kotijar, Elen Pejdž, Kilijan Marfi i Tom Berendžer. Film govori o pljačkašu zvanom Dom Kob (Dom Cobb) koji ulazi u snove drugih ljudi kako bi prikupio informacije koje su inače nedostupne. Njegove sposobnosti koštale su ga njegove porodice i državljanstva, ali prilika za iskupljenje i povratak starom životu javlja se kada Kob i njegov tim specijalista biva upošljen da usadi određenu ideju u podsvest njihove mete. Naziv filma odnosi se na zadatak usađivanja ideje umesto krađe iste — koncept s kojim je Kob manje upoznat.
Nakon što je 2002. završio rad na filmu Nesanica, Nolan je prezentovao studiju Warner Bros. ideju za horor film, koji uključuje „kradljivce snova”, na osnovu lucidnih snova. Odlučivši da mu je potrebno više iskustva pre nego što bi započeo produkciju ovog opsežnog i kompleksnog ostvarenja, Nolan je odložio ovaj projekat i snimio filmove Betmen počinje (2005), Prestiž (2006) i Mračni Vitez (2008). Studio je revidirao film za 6 meseci i na kraju ga je kupio u februaru 2009. godine. Film je sniman u šest država, započevši u Tokiju 19. juna, a završivši u Kanadi 22. novembra. Zvanični budžet filma koji je iznosio 160 miliona dolara, podeljen je između Warner Brosa i studija Legendary. Nolanova reputacija i uspeh postignut filmom Mračni vitez, pomogli su mu u obezbeđivanju 100 miliona dolara u rashodima za oglašavanje.
Film je premijerno prikazan u Londonu 8. jula 2010. godine; realizovan je i u tradicionalnim i u IMAKS bioskopima 16. jula iste godine. Zaradio je preko 829 miliona dolara širom sveta, što ga čini četvrtim najuspešnijim filmom iz 2010. godine. Smatran jednim od najboljih filmova iz 2010-ih, film je dobio pohvale od kritičara za svoj scenario, režiju, teme, akcione scene, vizuelne efekte, muziku i glumačku postavu. Osvojio je četiri Oskara (najbolja fotografija, najbolja montaža zvuka, najbolji miks zvuka i najbolji vizuelni efekti), a bio je nominovan za još četiri: najbolji film, najbolji originalni scenario, najbolja montaža i najbolja originalna muzika.

## Radnja
Arhitekta snova Dominik „Dom” Kob i njegov poslovni partner Artur izvode korporacijsku špijunažu koristeći eksperimentalnu mašinu koju je razvila vojska, kako bi se infiltrirali u podsvest svojih meta i izvukli informacije iz njih dok spavaju, dok im je najnovija meta moćni japanski biznismen Saito. Za vađenje informacija koriste se strategije zajedničkog deljenja snova, kao i sna unutar sna, dok se sanjari bude ili iznenadnim udarom, „trzajem” ili pogibijom u snu. Ako sanjar umre, san se urušava i sanjar se budi. Svaki ekstraktor sa sobom nosi totem, personalizirani mali predmet čije je ponašanje poznato samo vlasniku, koji služi kako bi se utvrdio radi li se o snu ili javi. Način na koji predmet radi jeste taj da se u drugačijim stanjima totem drugačije ponaša. Kobov totem je čigra koja se neprekidno vrti u stanju sna. Međutim, vađenje informacije ne uspeva zbog Malori „Mal” Kob, Kobove pokojne žene, čija projekcija sećanja sabotira misiju. Saito otkriva da bira ljude za tim koji može da izvede težak zadatak podmetanja ideje ili misli u um osobe dok im je um u podsvesti.
Saito želi da uništi energetski konglomerat svog konkurenta Morisa Fišera, stavljajući ideju u um njegovog sina i naslednika, Roberta Fišera, da uništi očevu kompaniju. Ako Kob uspe, Saito bi mu omogućio oslobađanje od optužbe za ubistvo, koja je podnesena protiv njega u SAD i kako bi Kob mogao da se vrati svojoj deci. On prihvata ponudu i sastavlja tim koji čine: Ims, tvorac identiteta; Jusuf, farmaceut koji stvara jake sedative za stabilnu strategiju sna u snu; Arijadna, mlada studentkinja arhitekture koja dizajnira lavirinte u snovima i Artur, koji podučava Arijadnu osnovama zajedničkog sanjanja i izgradnje snova. Saito im se pridružuje kako bi se uverio da će Kob i njegov tim uspeti u misiji. Povratne udare usklađuju pesmom Non, je ne regrette rien.
Kad stari Fišer umre u Sidneju i njegovo telo treba biti avionom prebačeno u Los Anđeles, tim uzima let sa Robertom Fišerom i Kob mu podvaljuje sedative, nakon čega svi ulaze u zajednički san. Na svakom nivou sna, jedan član tima ostaje iza kako bi uzrokovao trzaj, dok ostali članovi spavaju unutar sna kako bi otišli jedan nivo dublje. Na prvom nivou, Jusufovom snu o kišnom centru grada, tim otima Fišera. Međutim, Fišerova podsvest, istrenirana da deluje kao antitela, napada tim i teško povređuje Saita. Ims privremeno preuzima izgled Fišerovog kuma, Pitera Brauninga, kako bi predložio Fišeru da ponovno razmisli o očevoj volji. Fišera maskirani Kob natera da mu kaže nekoliko naizmeničnih brojeva koji mu padnu na pamet (528491). Jusuf vozi tim u kombiju dok oni idu sloj dublje u Arturov san; hotel, gde tim regrutuje Fišera na način da ga uvere da je otmicu isplanirao Brauning. Broj hotelske sobe je 528, a tačno ispod nje nalazi se soba broj 491. Na trećem nivou sna, snežnom planinskom utvrđenju koji sanja Ims, Fišeru je rečeno da su u Brauningovoj podsvesti, ali oni su, u stvari, sve dublje i dublje u Fišerovoj. Jusuf, pod napadom istreniranih projekcija podsvesti, prerano započinje trzaj tako što se kombijem baca sa mosta, što u Arturovom svetu snova uzrokuje gubitak gravitacije, a u Imsovom svetu snova uzrokuje lavinu. Artur je primoran da improvizuje novi trzaj koristeći lift koje će biti usklađen sa kombijem koji udara u vodu, dok tim u Imsovom snu žuri da završi posao pre novog kruga trzaja. Nepoznato ostatku tima, zbog učinka teških sedativa i višeslojnog sanjanja, smrt tokom misije umesto buđenja će rezultovati ulaskom u limbo, neizgrađeni prostor snova gde sanjar može biti zarobljen zauvek. Vreme na svakom novom nivou sna je, otprilike, dvadeset puta duže nego na pređašnjem nivou; u limbu, najdubljem nivou, 24 sata normalnog vremena bi ovde trajalo pedeset godina. Kob otkriva Arijadni da je proveo 50 godina sa Mal u limbu gradeći svet iz njihovih zajedničkih sećanja dok su zajedno starili. Nakon što su se probudili u stvarnom svetu, Mal je ostala uverena da još uvek sanja i počinila je samoubistvo, pokušavajući da uveri Koba da učini isto, tako što je napravila nered u hotelskoj sobi, proglasila se psihički zdravom kod tri različita psihijatra i rekla im je da se boji za svoju bezbednost, kako bi ga retroaktivno „optužila” za svoju smrt i time ga podstakla da se ubije sa njom. Zbog toga je Kob bio primoran da pobegne iz SAD i da ostavi svoju decu u starateljstvu svog tasta.
Saito umire od svojih rana, a Kobova projekcija Mal sabotira plan tako što ubija Fišera, pa obojica padaju u limbo. Zatim Kob i Arijadna ulaze u limbo kako bi našli Fišera i Saita, dok Ims ostaje na svojom nivou sna kako bi izveo trzaj, postavivši eksplozive na utvrđenju. Kob se suočava sa projekcijom Mal, koja pokušava da ga uveri da ostane u limbu. Kob odbija i priznaje da je odgovoran za samoubistvo Mal: uverio ju je da napusti limbo koristeći usađivanje ideje u um i da svet u kojem su živeli 50 godina nije stvaran i da moraju da se ubiju kako bi se vratili u stvarni svet, ali kad su se vratili, Mal je i dalje nastavila da veruje da mora da se ubije kako bi se probudila. Mal, shvatajući da ju je izdao, napada Koba, ali Arijadna ju upuca. Priznanjem, Kob doživljava katarzu i odlučuje da ostane u limbu kako bi pronašao Saita. Arijadna baca Fišera sa balkona, što je proizvelo trzaj i probudilo ga u trećem nivou sna, snežnom utvrđenju, gde on ulazi u sobu-sef, koristeći kombinaciju brojeva koju je sam izmislio na prvom nivou, kako bi otkrio i prihvatio usađenu ideju: da njegov otac želi da on bude sam svoj čovek i stvara za sebe i da time raspad konglomerata nije toliko radikalna ideja.
Svi članovi tima, osim Koba i Saita, se vraćaju kroz sinhronizovane trzaje natrag u Jusufov san: Arijadna skače sa balkona u limbu, Ims raznese snežno utvrđenje eksplozivima, Artur eksplozivima pokreće lift kroz okno i zabija se i kombi u Jusufuvom snu nakon pada sa mosta udara u vodu. Saito, koji polako umire na svakom nivou od ranjavanja na prvom, ulazi u limbo. Kob vremenom nalazi ostarelog Saita i njih dvojica se sećaju svog dogovora i, kako Saito poseže za pištoljem, pretpostavlja se da se ubijaju kako bi se probudili na javi, u avionu, nedugo nakon što su se ostali probudili, ponosni što im je zadatak uspeo. Saito je ispoštovao dogovor i Kob prelazi graničnu kontrolu SAD u Los Anđelesu. Pre nego što ponovno vidi decu, Kob testira stvarnost sa svojom čigrom, ali okreće se da pozdravi decu pre nego što vidi rezultat. Dok se igra s decom, kamera klizi prema čigri koji se još uvek okreće, pri čemu se kadar naglo završava.

## Uloge
| Glumac              | Uloga              |
| ------------------- | ------------------ |
| Leonardo Dikaprio   | Dom Kob            |
| Džozef Gordon-Levit | Artur              |
| Elen Pejdž          | Arijadna           |
| Tom Hardi           | Ims                |
| Ken Vatanabe        | gospodin Saito     |
| Dilip Rao           | Jusuf              |
| Kilijan Merfi       | Robert Majkl Fišer |
| Tom Berendžer       | Piter Brauning     |
| Marion Kotijar      | Mal Kob            |
| Pit Posltvejt       | Moris Fišer        |
| Majkl Kejn          | Stiven Majls       |

## Spoljašnje veze
- Inception na sajtu  (jezik: engleski)
- Početak na veb-sajtu  (jezik: srpski)
- Inception na sajtu  (jezik: engleski)
- Inception na sajtu  (jezik: engleski)